# Sankt Povls Sogn
Sankt Povls Sogn (dt.: Paulus-Gemeinde) ist eine Kirchspielsgemeinde (dän.: Sogn) in der Stadt Korsør auf der Insel Sjælland im südlichen Dänemark.
Bis 1970 gehörte sie zur Harde Slagelse Herred im damaligen Sorø Amt, danach zur Korsør Kommune im Vestsjællands Amt, die im Zuge der Kommunalreform zum 1. Januar 2007 in der Slagelse Kommune in der Region Sjælland aufgegangen ist.

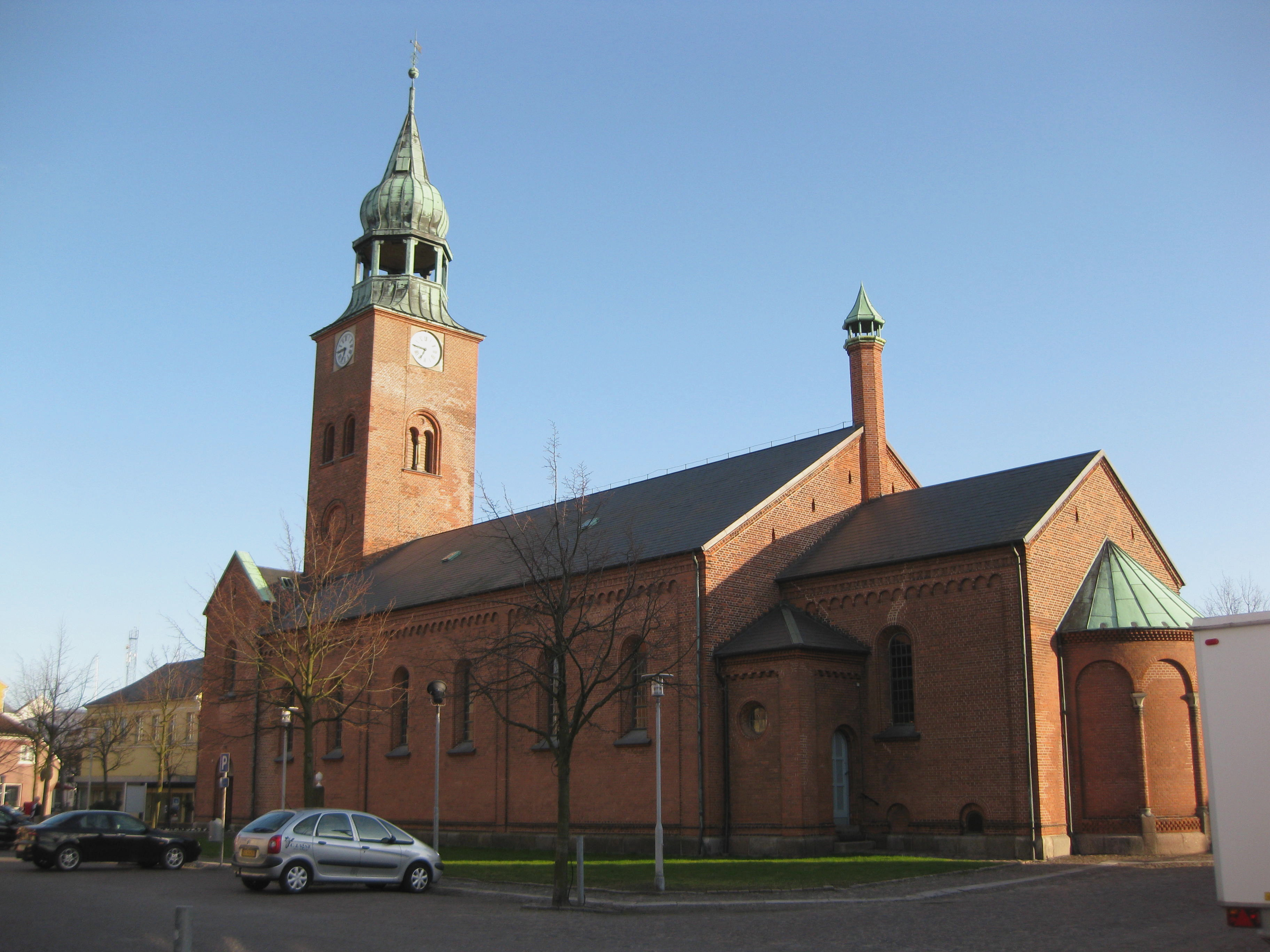
Sankt Povls Kirke

Von den 14.418 Einwohnern von Korsør leben 7322 im Kirchspiel Sankt Povls (Stand: 1. Januar 2023).
Im Kirchspiel liegt die Kirche „Sankt Povls Kirke“.
Einzige direkte Nachbargemeinde ist im Osten Tårnborg Sogn. Im Norden ist das Sogn über eine Brücke mit dem Halskov Sogn verbunden. Ebenfalls zum Sogn gehört die Insel Sprogø, die über die Storebæltsbroen (dt.: Großer-Belt-Brücke) im Osten ebenfalls mit dem Halskov Sogn verbunden ist und über den westlichen Teil der Storebæltsforbindelsen (dt.: Großer-Belt-Querung) mit dem Nyborg Sogn in der Nyborg Kommune auf der Insel Fyn (dt.: Fünen) auf der anderen Seite des Großen Beltes.